# Arroio Garao
O Arroio Garao é um curso de água uruguaio no departamento de Cerro Largo, cuja nascente é a Coxilha de Cerro Largo e a foz o Rio Tacuarí.